# Liste der Monuments historiques in Saint-Sever-de-Saintonge
Die Liste der Monuments historiques in Saint-Sever-de-Saintonge führt die Monuments historiques in der französischen Gemeinde Saint-Sever-de-Saintonge auf.

## Liste der Objekte
| Bezeichnung  | Beschreibung                   | Standort                           | Kennzeichnung | Schutzstatus | Datum | Bild |
| ------------ | ------------------------------ | ---------------------------------- | ------------- | ------------ | ----- | ---- |
| Chorschranke | Schmiedeeisen, 18. Jahrhundert | in der Kirche St-Symphorien (Lage) | PM17001312    | Inscrit      | 1982  |      |